# Нововасилевка (Бердянский городской совет)
Нововасилевка (укр. Нововасилівка) — село,
Нововасилевский сельский совет,
Бердянский городской совет,
Запорожская область,
Код КОАТУУ — 2310494001. Население по переписи 2001 года составляло 2544 человека .
Является административным центром Нововасилевского сельского совета, в который, кроме того, входят село
Роза и посёлок
Шёлковое.

## Географическое положение
Село Нововасилевка находится на правом берегу реки Берда,
на противоположном берегу — село Старопетровка (Бердянский район).
На расстоянии в 3 км расположен город Бердянск.
Рядом проходят автомобильные дороги Т-0815 и М-14 (E 58).

## История
- 1800 год — дата основания.

## Объекты социальной сферы
- Школа.
- Детский сад.
- Клуб.
- Дом культуры.
- Врачебная амбулатория.

## Достопримечательности
- Собор Владимирской иконы Божией Матери. Построен в 1892 – 1895 годах.

- Памятник воинам-односельчанам, погибшим в годы Великой Отечественной войны.

## Уроженцы
- Вадим Баян (1880 – 1966) — русский поэт [2]